# Shinobu Terajima
Shinobu Terajima (n. 28 decembrie 1972, Kyoto, Japonia) este o actriță de teatru și film japoneză.
Născută într-o familie de actori (tatăl este actor kabuki, iar mama actriță de film), Terajima a studiat literatura (și a jucat handbal) la Universitatea Aoyama Gakuin din Tokio. În 1996 a fost angajată ca actriță la unul din cele mai vechi teatre de dramă modernă din Japonia, Teatrul Bungakuza.

## Filmografie (selecție)
- 2001: Drug
- 2003: Vibrator
- 2003: Geroppa! (engl. Get Up!)
- 2003: Akame Shijuya Taki Shinju Misui (engl. Akame 48 Waterfalls)
- 2004: Quill
- 2005: Tokyo Tower
- 2005: Riding Alone for Thousands of Miles (chineză: Qiān Lǐ Zǒu Dān Qí)
- 2005: Yawarakai Seikatsu (engl. It’s Only Talk)
- 2005: Daiteiden no Yoru ni (engl. Until the Lights Come Back)
- 2005: Otoko-tachi no Yamato (engl. Yamamoto)
- 2006: Akihabara@DEEP
- 2006: Notebook of Life
- 2007: Ai no Rukeichi (engl. Love Never to End)
- 2007: Chacha
- 2008: Gegege no Kitarō: Sennen noroi uta (engl. Kitaro and the Millennium Curse)
- 2008: Happy Flight
- 2009: Lush Life
- 2009: Shugo Tenshi
- 2010: Caterpillar

## Premii

### Premiul Academiei de film japoneze
- 2004: Cea mai bună actriță pentru Akame shijuya taki shinju misui
- 2006: nominalizre Cea mai bună actriță în rol secundar pentru Tokyo Tower
- 2008: nominalizre Cea mai bună actriță pentru Ai no rukeichi

### Alte premii
- Festivalul internațional de film Berlin 2010: Cea mai bună actriță pentru Caterpillar
- Blue Ribbon Award
  - 2004: Cea mai bună actriță pentru Akame shijuya taki shinju misui și Vibrator
- Festival des Trois Continents
  - 2003: Cea mai bună actriță pentru Vibrator
- Hochi Film Awards
  - 2003: Cea mai bună actriță pentru Akame shijuya taki shinju misui și Vibrator
- Japanese Professional Movie Award
  - 2004: Cea mai bună actriță' pentru Akame shijuya taki shinju misui și Vibrator (cu Chizuru Ikewaki pentru Joze to tora to sakana tachi)
- Kinema-Jumpō-Preis
  - 2004: Cea mai bună actriță pentru Akame shijuya taki shinju misui și Vibrator și Cea mai bună actriță nouă pentru Akame shijuya taki shinju misui, Vibrator și Get Up!
- Mainichi Eiga Concours
  - 2004: Cea mai bună actriță pentru Akame shijuya taki shinju misui și Vibrator
- Nikkan Sports Film Award
  - 2003: Cea mai bună actriță pentru Akame shijuya taki shinju misui și Vibrator
- Tokyo International Film Festival
  - 2003: Cea mai bună actriță pentru Vibrator (cu Kristy Jean Hulslander pentru Santa Smokes)
- Yokohama Film Festival
  - 2004: Cea mai bună actriță pentru Akame shijuya taki shinju misui și Vibrator